# 丸亀市立岡田小学校
丸亀市立岡田小学校（まるがめしりつ おかだしょうがっこう）は、香川県丸亀市綾歌町岡田下にある公立小学校。

## 沿革
- 1872年（明治5年） - 専立寺に小学校が開校。慈光寺に分校を置く。
- 1874年（明治7年） - 東村に東岡学校、西村に宮北学校、上村に赤坂学校、下村に咲花学校を設置。
- 1879年（明治12年） - 赤坂・咲花の両校を合併して環池学校とし、また下土居に分教場を設置。
- 1887年（明治20年） - 東岡・環池・宮北の3校を合併、現在地に岡田村立岡田尋常高等小学校を設置。
- 1898年（明治31年）4月 - 鵜足郡[注釈 1]長炭村・造田村・美合村の3村と共に組合立岡田高等小学校を併置。
- 1900年（明治33年）4月 - 綾歌郡栗熊村が組合立岡田高等小学校に加入。
- 1905年（明治38年）3月 - 組合立岡田高等小学校が解散。
- 1905年（明治38年）4月 - 岡田尋常高等小学校を開設。
- 1906年（明治39年）4月 - 岡田農業補習学校を併設。
- 1941年（昭和16年）4月1日 - 岡田国民学校と改称。
- 1947年（昭和22年）4月1日 - 岡田村立岡田小学校と改称。岡田村立岡田中学校を併設する。
- 1959年（昭和34年）4月1日 - 綾歌郡岡田村が同郡久万玉村と合併、町制施行したのに伴い、綾歌町立岡田小学校と改称。
- 1960年（昭和35年）8月 - プールが竣工。
- 1977年（昭和52年）11月 - 岡田小学校百年祭を挙行。
- 1979年（昭和54年）9月 - 歩道橋が完成。
- 2005年（平成17年）3月22日 - 綾歌郡綾歌町が丸亀市に合併したのに伴い、丸亀市立岡田小学校と改称。

## 通学区域
- 丸亀市
  - 綾歌町岡田上、綾歌町岡田下、綾歌町岡田西、綾歌町岡田東

卒業生は基本的に丸亀市立綾歌中学校へ進学する。

## 周辺
- 綾歌郵便局
- 国道32号
- ニューレオマワールド

## アクセス
- 高松琴平電気鉄道（ことでん）琴平線 岡田駅から北へ600m
- 琴参バス・丸亀コミュニティバス 岡田小学校前停留所下車
- 国道438号沿い

## 通学区域が隣接している学校
- 丸亀市立栗熊小学校
- 丸亀市立飯山南小学校
- 丸亀市立城辰小学校
- 丸亀市立垂水小学校
- まんのう町立高篠小学校
- まんのう町立四条小学校
- まんのう町立長炭小学校